# Давид, Голијат и петао
„Давид, Голијат и петао” (мкд. Давид, Голијат и петел) је југословенски и македонски кратки филм из 1960. године. Режирао га је Славко Јаневски који је написао и сценарио.

## Улоге
| Глумац        | Улога |
| ------------- | ----- |
| Киро Ћортошев |       |